# بير بلوم
بير بلوم هو راكب الكنو نرويجي، ولد في 27 يونيو 1949.

## وصلات خارجية
- بير بلوم على موقع أوليمبيديا (الإنجليزية)